# Ана Георгиева
Ана Георгиева Георгиева е българска актриса.

## Биография
Родена е в Русе на 5 октомври 1915 г. Неин учител е Матьо Македонски.
Дебютира в Русе в ролята на Роз-Мари Грейс в „Молитвената броеница“ от В. Фьорстер. Актриса е в Русенски общински театър, Пътуващ работнически театър на Георги Костов, след това последователно в Драматичвия театър в Бургас, Драматичвия театър в Пловдив, Драматичвия театър във Варна, Драматичвия театър в Русе и Драматичвия театър в Габрово, от 1949 до 1977 г. в Народен театър за младежта в София.
Почива на 14 февруари 1998 г. в София.

## Отличия
- Заслужил артист

## Роли
Ана Георгиева играе множество роли, по-значимите са:
- Гергана – „Изворът на белоногата“ от Петко Славейков
- Дойката – „Ромео и Жулиета“ от Уилям Шекспир
- Дорина – „Тартюф“ от Молиер
- Агафия Тихоновна – „Женитба“ от Николай Гогол
- Кака Гинка – „Под игото“ от Иван Вазов
- Притикина – „Варвари“ от Максим Горки
- Елиза – „Пигмалион“ от Джордж Бърнард Шоу[1]

## Телевизионен театър
- „Неродена мома“ (1971) (Иванка Милева-Даковска)
- „Тънка нишка“ (1967) (Андрей Яковлев и Яков Наумов), 2 части

## Филмография
- Малка селска история (1987)
- Звън на кристал (1985) – Калинова
- Д-р Петър Берон (2-сер. тв, 1983) – баба Франга
- Маргаритка (1961) - леля Роза - „Кукумявката“
- Хайдушка клетва (1957)